# Tramwai W

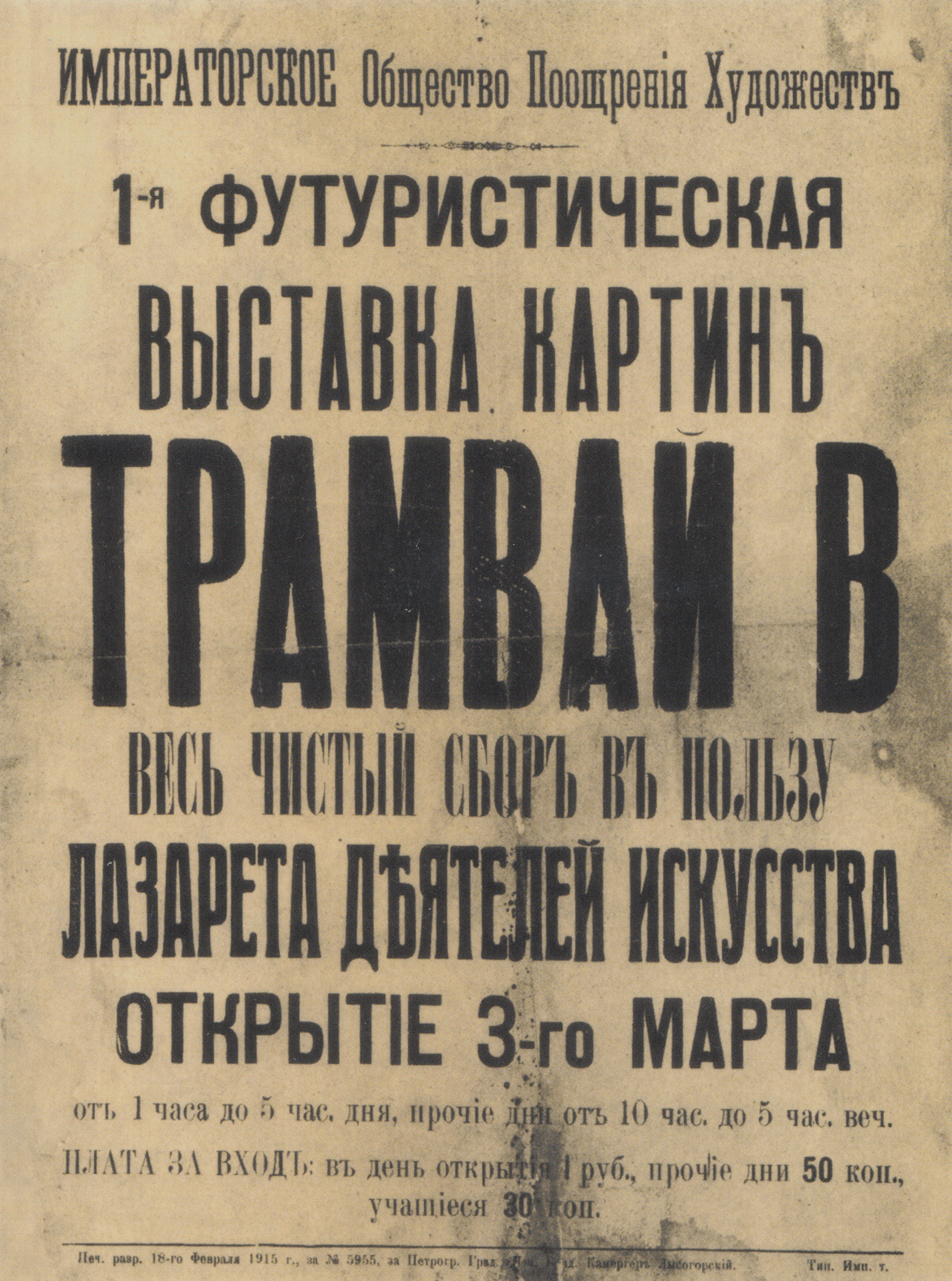
Plakat der Ausstellung

Die Erste Futuristische Ausstellung Tramwai W (russisch 1-ая Футуристическая Выставка картин Трамвай В 1-aja Futuristitscheskaja Wystawka kartin Tramwai W) war eine Kunstausstellung in Petrograd, die am 3. Märzjul. / 16. März 1915greg. eröffnet wurde. An der Ausstellung nahmen zehn Künstler mit 92 Werken teil. Die Ausstellung wurde von Iwan Puni und Xenia Boguslawskaja organisiert, die Auswahl der Künstler oblag jedoch Kasimir Malewitsch. Veranstaltungsort war der Kleine Saal der Kaiserlichen Gesellschaft zur Förderung der Kunst.
Wladimir Tatlin zeigte auf der Ausstellung seine „Malerischen Reliefs“ und Kasimir Malewitsch seine alogischen Gemälde. Ansonsten waren überwiegend kubofuturistische Werke zu sehen. Auf den Titel bezugnehmend fand im Winter 1915/16 in Petrograd die Letzte Futuristische Ausstellung der Malerei 0,10 (Null–Zehn) statt.

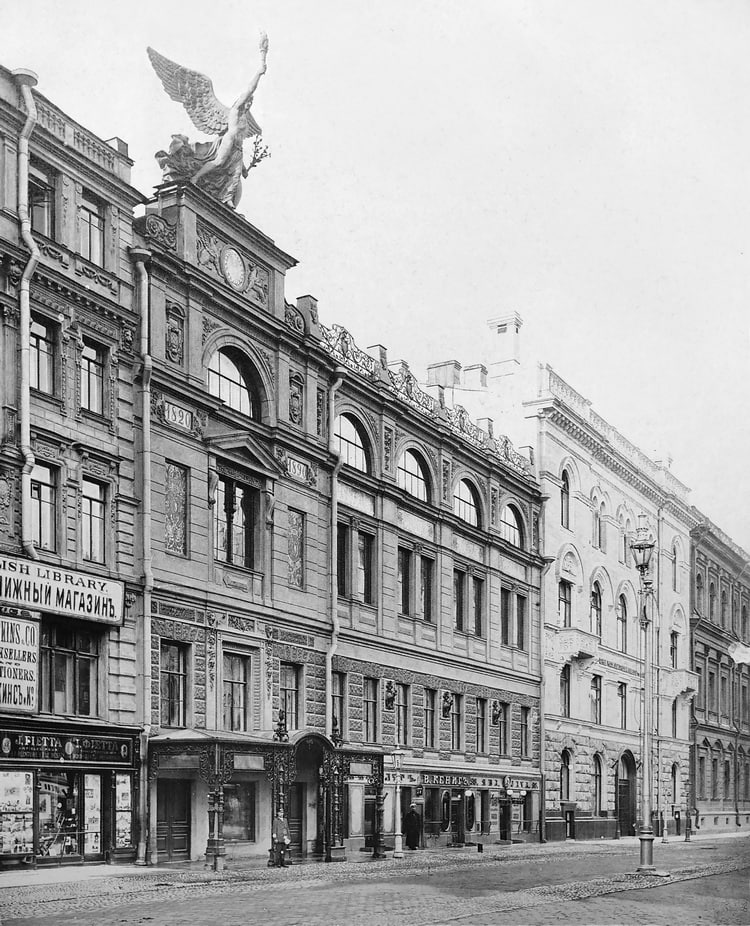
Der Veranstaltungsort: Gebäude der Kaiserlichen Gesellschaft zur Förderung der Kunst, Bolschaja-Morskaja-Str. 38 (Foto von 1912).

## Hintergrund
Die Ausstellung wurde von Iwan Puni und Xenia Boguslawskaja organisiert und fand im Kleinen Saal der Kaiserlichen Gesellschaft zur Förderung der Kunst statt. Die überraschende Ortswahl für eine gegen die bürgerliche Kunst gerichtete Ausstellung – den Saal einer von Zar Nikolaus II. geförderten Institution – dürften die Organisatoren gezielt ausgewählt haben um einen Skandal zu verursachen. Der Direktor der Gesellschaft war wohl nicht in Kenntnis welche Art von Werken ausgestellt wurde und konnte vermutlich durch die Versprechung, dass die Einnahmen für wohltätige Zwecke gespendet werden, überzeugt werden. Konkret sollten damit Künstler unterstützt werden, die als Soldaten verwundet wurden. Der Skandal wurde durch die Tatsache verstärkt, dass kurz vor der Ankunft des Großfürsten Nikolai, dem Onkel des Zaren, der sich im Nachbarraum eine Ausstellung ansehen wollte, ein Transparent mit der Aufschrift „Tramwai W“ entrollt wurde.
Kasimir Malewitsch wählte jedoch die Teilnehmer aus und war auch Autor des Ausstellungstitels. Dessen Bedeutung ist nicht völlig klar. Der Begriff „Futurismus“ tauchte im Russischen Reich erstmals im März/April 1914 bei der Ausstellung Nummer 4: Futuristen, Rayonisten, Primitivisten in Moskau auf. „Tramwai“, also „Straßenbahn“ wurde möglicherweise wegen seines reichen Assoziationsspektrum gewählt: „Stadt, Fortschritt, Weg, Bewegung, Geschwindigkeit, Elektrizität, flackernde Lichter […], Fahrgäste, Menschenmenge“.

Mit Natalja Gontascharowa und Michail Larionow waren zwei wichtige Vertreter der russischen Avantgarde nicht eingeladen worden. Beide nahmen aber an der vom 23. Märzjul. / 5. April 1915greg. bis 26. Apriljul. / 9. Mai 1915greg. kurz nach Tramwai W stattfindenden Ausstellung Das Jahr 1915 in Moskau teil.

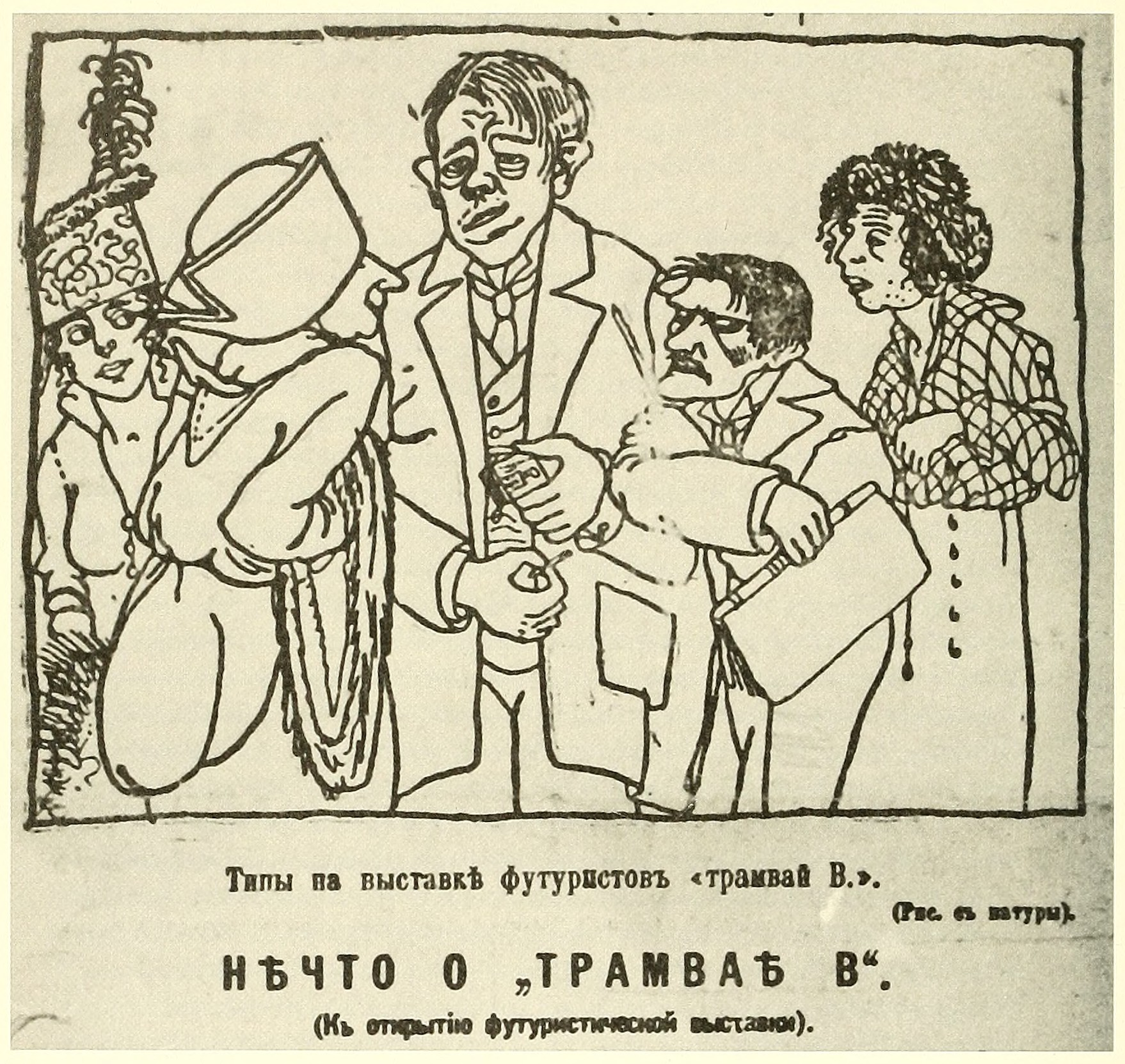
Anonyme Karikatur „Typen der Tramwai W“ (1915): Boguslawskaja, Exter, Tatlin, Puni und Rosanowa (von links nach rechts)

## Teilnehmer
- Xenia Boguslawskaja
- Alexandra Exter
- Iwan Kljun
- Kasimir Malewitsch
- Alexei Morgunow
- Ljubow Popowa
- Iwan Puni
- Olga Rosanowa
- Wladimir Tatlin
- Nadeschda Udalzowa

## Werke (Auswahl)
Kasimir Malewitsch zeigte auf der Ausstellung eine Auswahl seiner Werke aus dem Zeitraum 1911 bis 1914. Seine neuesten Werke, die er ausstellte, waren alogische Kompositionen. Die Katalognummern 21–25 versah er nicht mit Titeln, sondern nur mit der Aussage: „Der Inhalt der Gemälde ist dem Künstler unbekannt.“ Es handelt sich dabei um Malewitschs letzt Werkgruppe vor seiner Entwicklung des Suprematismus.
Tatlin zeigte mehrere „Malerische Reliefs“, wobei alle bis eines im Katalog mit 1914 datiert sind. Das auf 1915 datierte Werk (Kat. 70) markiert den Übergang zu Tatlins stärker in den Raum greifenden „Konterreliefs“. Tatlin stellte seine „Malerischen Reliefs“ bereits im Mai und Dezember 1914 aus, wodurch er andere Künstler beeinflusste, wie etwa Iwan Puni, der sein Relief „Kartenspieler“ (Kat. 54) zeigte. Iwan Kljun zeigte ebenfalls ein Relief, welches in der Komposition jedoch eher kubofuturistisch beeinflusst war.

Popowa und Udalzowa zeigten kubofuturistische Gemälde, während Olga Rosanowa mit „Feuer in der Stadt“ (Kat. 63) ein heute als wichtiges Beispiel des russischen Futurismus geltendes Werk ausstellte.

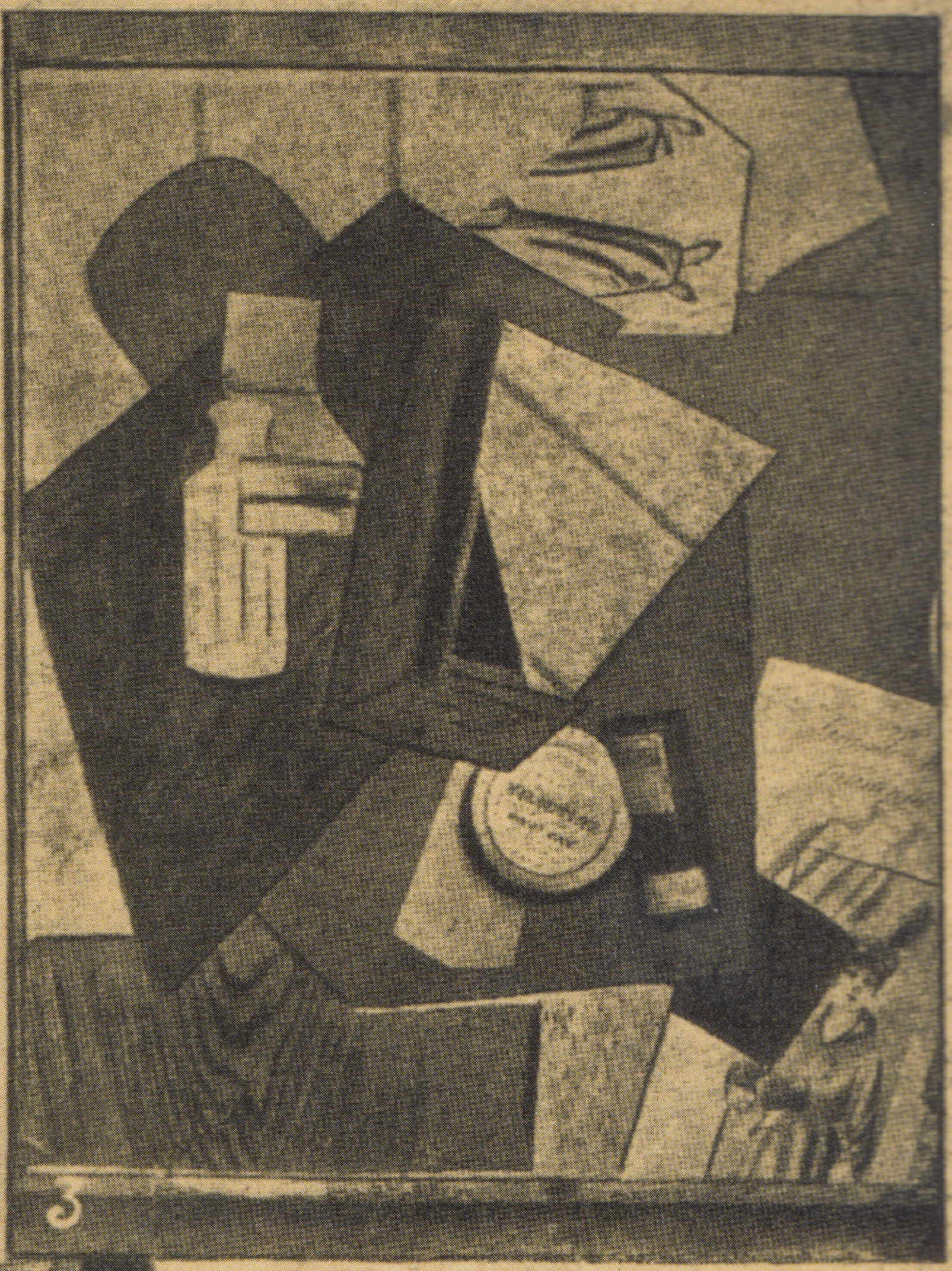
Kat. 1: Boguslawskaja, Toilette, spätestens 1915
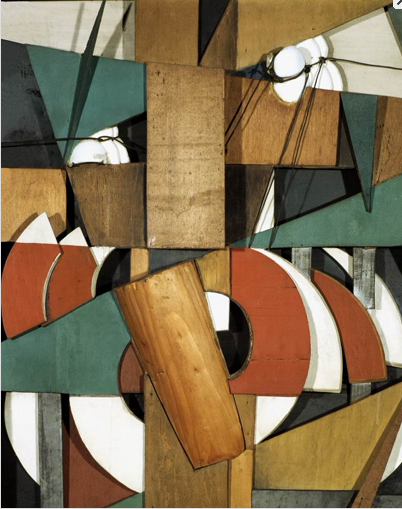
Kat. 8: Kljun, Vorüberziehende Landschaft (Kleine Taube), spätestens 1915
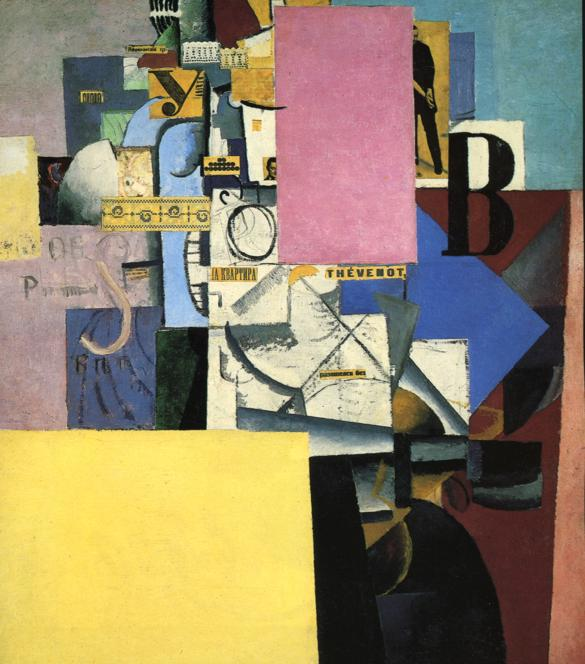
Kat. 11: Malewitsch, Dame bei einer Litfaßsäule, 1914
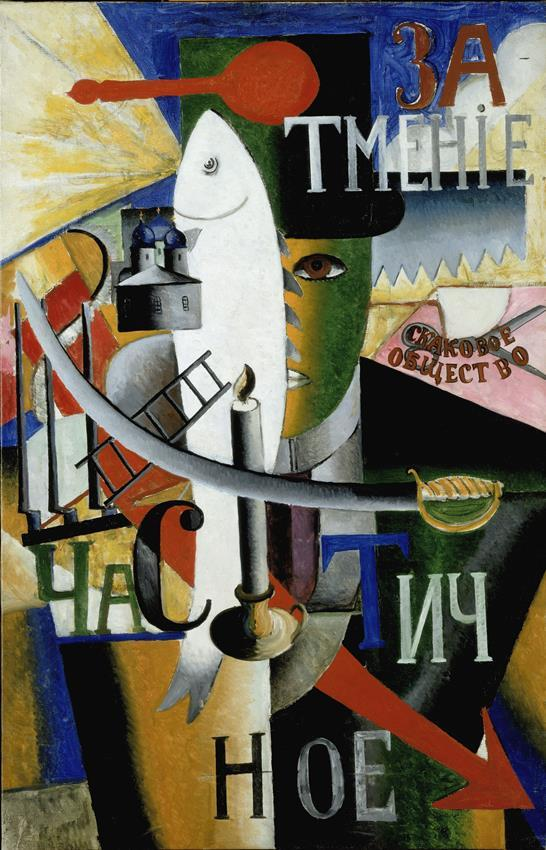
Kat. 18: Malewitsch, Ein Engländer in Moskau, 1914
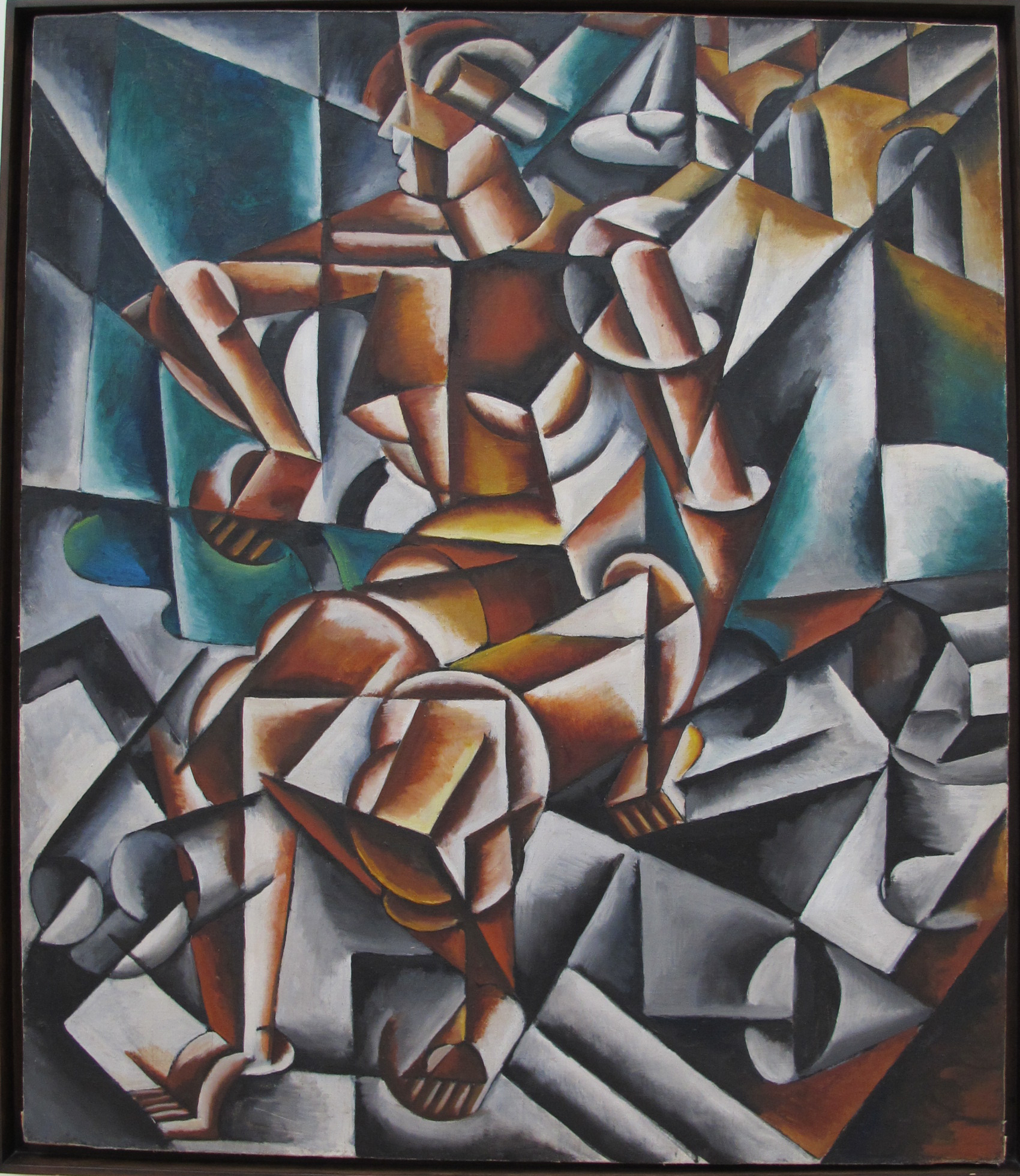
Kat 43: Popowa, Figur + Haus + Raum, 1913
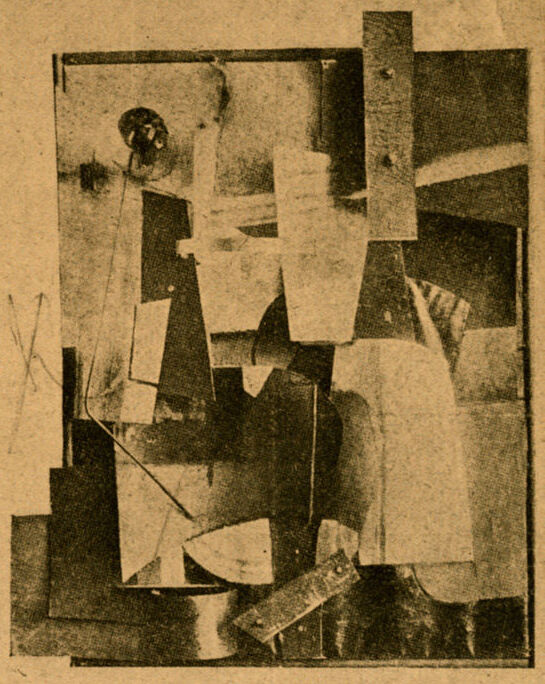
Kat. 54: Puni, Kartenspieler, spätestens 1915
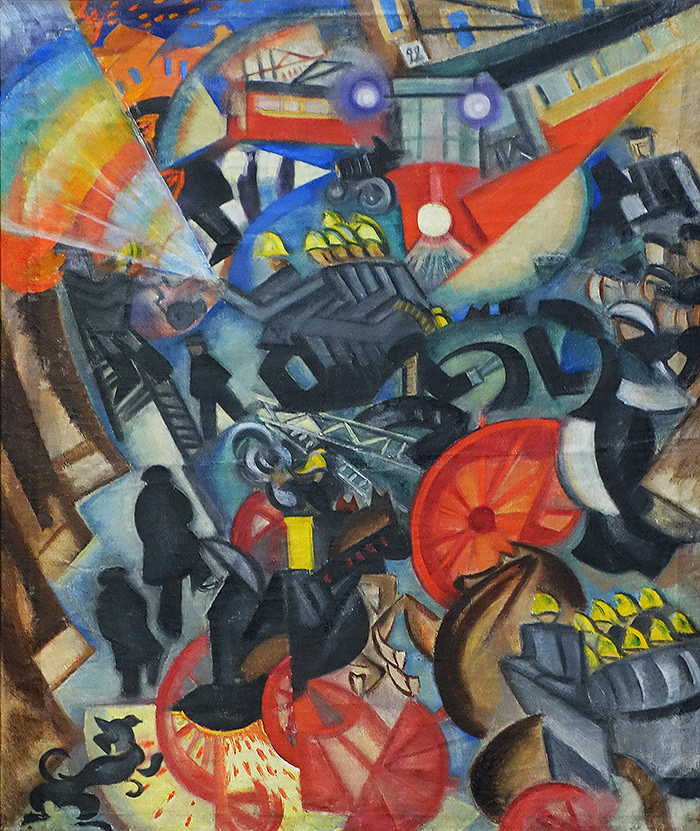
Kat. 63: Rosanowa, Feuer in der Stadt, 1913/14
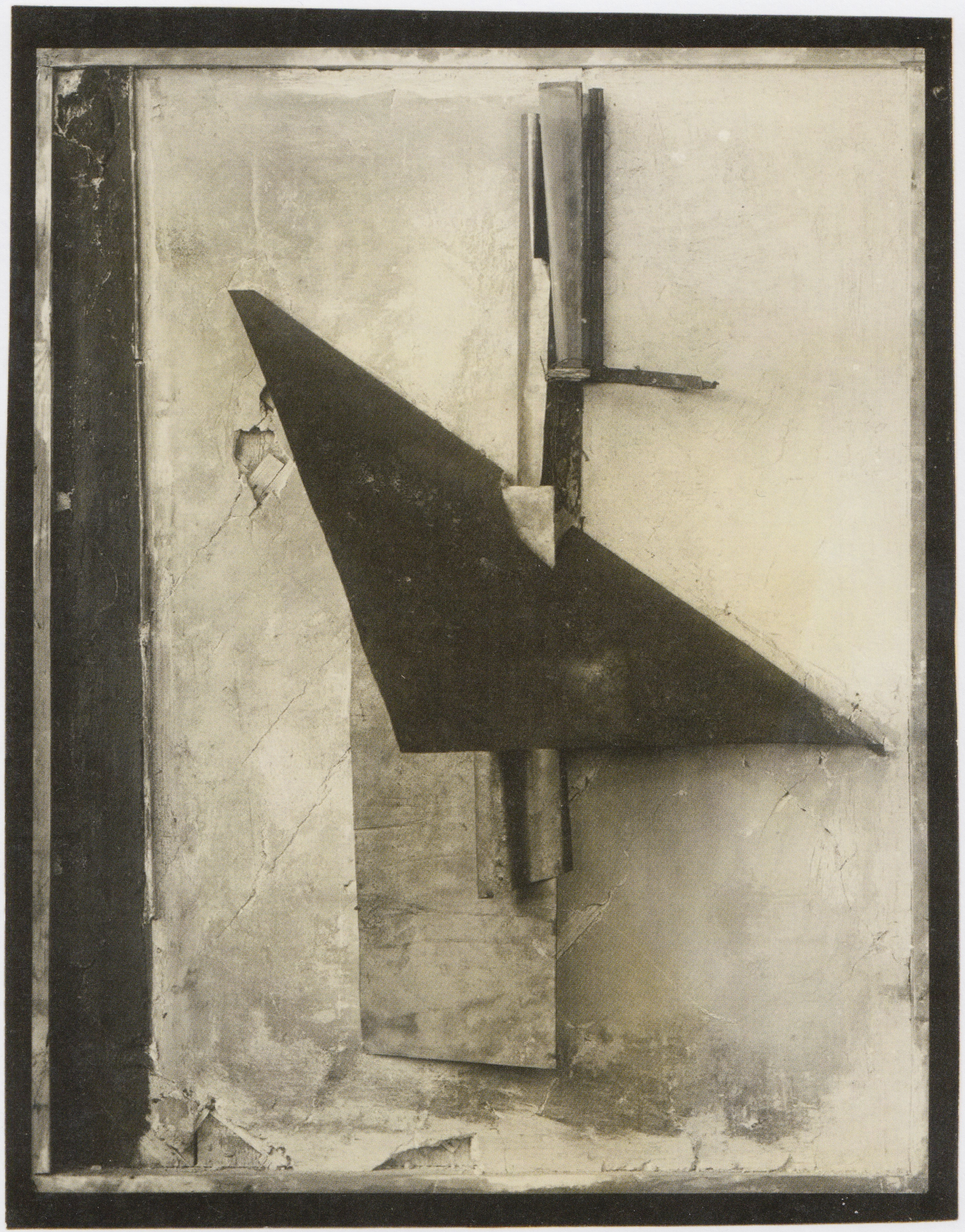
Kat. 70: Tatlin, Malerisches Relief, 1915